# Huaibei
Die Stadt Huaibei (chinesisch 淮北市, Pinyin Huáiběi Shì) ist eine bezirksfreie Stadt im Norden der chinesischen Provinz Anhui. Sie hat eine Fläche von 2.744 km² und 1.970.265 Einwohner (Volkszählung 2020).

## Administrative Gliederung
Die bezirksfreie Stadt Huaibei setzt sich aus drei Stadtbezirken und einem Kreis zusammen:

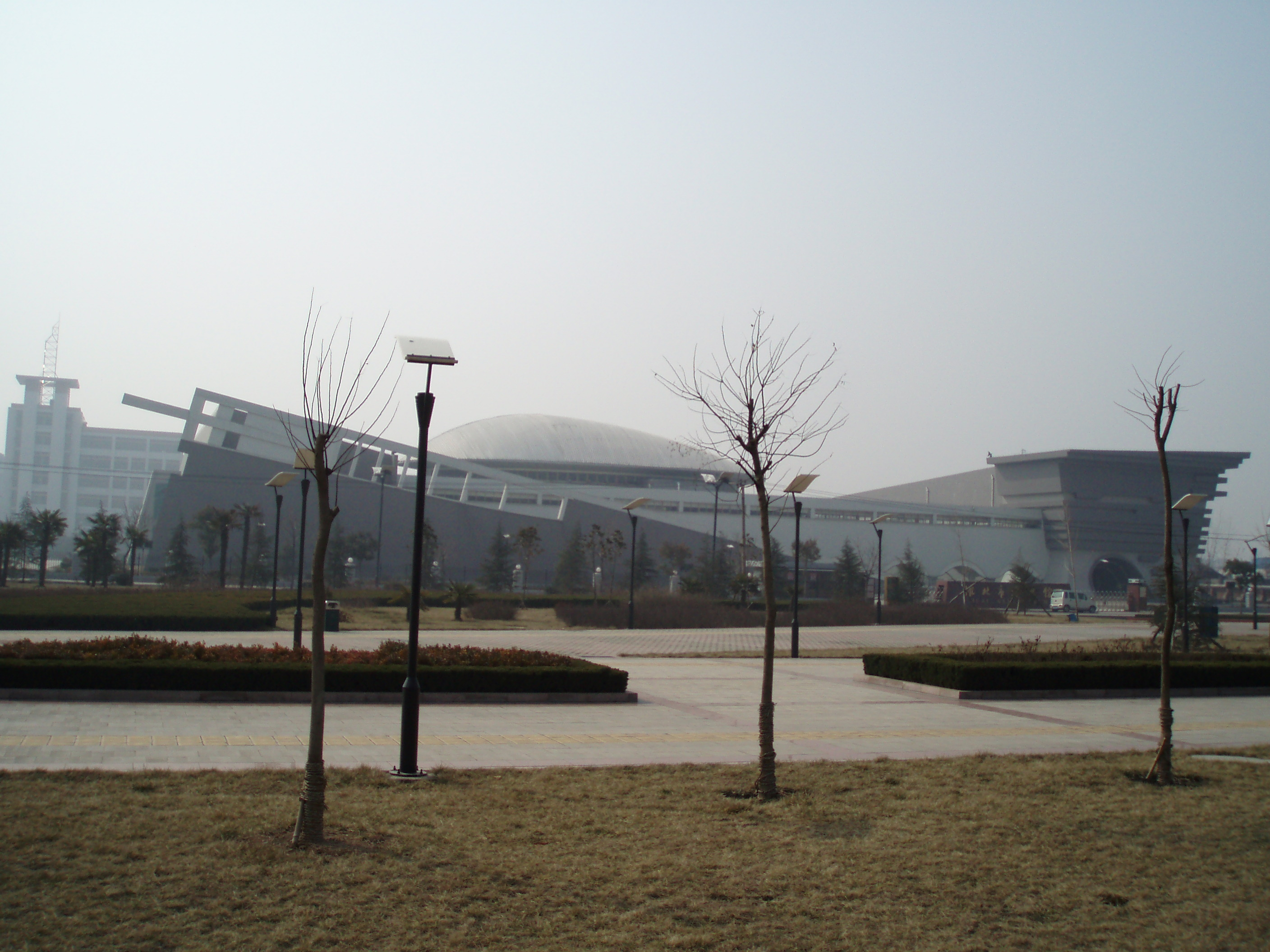
Museum der Stadt Huaibei

| Karte der Verwaltungseinheiten von Huainan | Karte der Verwaltungseinheiten von Huainan | Karte der Verwaltungseinheiten von Huainan | Karte der Verwaltungseinheiten von Huainan | Karte der Verwaltungseinheiten von Huainan | Karte der Verwaltungseinheiten von Huainan |
| ------------------------------------------ | ------------------------------------------ | ------------------------------------------ | ------------------------------------------ | ------------------------------------------ | ------------------------------------------ |
| Duji Xiangshan Lieshan Suixi               |                                            |                                            |                                            |                                            |                                            |
| Name                                       | chin.                                      | Pinyin                                     | Einwohner (2020)                           | Fläche (km²)                               | Bevölkerungs- dichte (/km²)                |
| Stadtbezirke                               |                                            |                                            |                                            |                                            |                                            |
| Xiangshan                                  | 相山区                                     | Xiàngshān Qū                               | 548 934                                    | 144,1                                      | 3 809                                      |
| Duji                                       | 杜集区                                     | Dùjí Qū                                    | 239 692                                    | 238,5                                      | 1 005                                      |
| Lieshan                                    | 烈山区                                     | Lièshān Qū                                 | 249 237                                    | 387,8                                      | 643                                        |
| Kreis                                      |                                            |                                            |                                            |                                            |                                            |
| Suixi                                      | 濉溪县                                     | Suīxī Xiàn                                 | 932 402                                    | 1 974                                      | 472                                        |